# Schlacht bei Oppeln
Erster Einfall 1240–41

Sandomierz (1) – Tursko – Chmielnik – Tarczek – Kraków (1) – Ratibor – Oppeln – Liegnitz
Zweiter Einfall 1259–60

Sandomierz (2) – Kraków (2)
Dritter Einfall 1287–88

Łagów – Dunajec – Stary Sącz
In der Schlacht bei Oppeln besiegte im April 1241 ein mongolisches Heer eine polnische Streitmacht unter dem Herzog Ladislaus von Oppeln und Ratibor.

## Schlacht
Die Mongolen begannen den Ersten Einfall in Polen mit zwei Armeen. Nachdem sie Kleinpolen geplündert hatten, zogen sie entlang der Oder Richtung Breslau. Bei Opole stellte sich ihnen ein polnisches Heer aus Rittern aus Kleinpolen und dem Herzogtum Schlesien unter der Führung des Herzogs Ladislaus von Oppeln-Ratibor entgegen. Nach der verlorenen Schlacht zogen sich die polnischen Einheiten Richtung Breslau zurück, wohin sie von den Mongolen verfolgt wurden. Um eine Verbindung der polnischen Einheiten mit dem Heer des böhmischen Königs Wenzel I. zuvorzukommen, verzichteten die Mongolen auf eine lange Belagerung von Breslau und zogen direkt weiter auf das Schlachtfeld bei Liegnitz, wo am 9. April 1241 die Entscheidungsschlacht des Feldzugs gegen den polnischen Seniorherzog Heinrich den Frommen stattfand.